# Језеро Кадо
Језеро Кадо (енгл. Caddo Lake) амерички је филмски трилер из 2024. Режију и сценарио потписују Селин Хелд и Логан Џорџ, док главне улоге тумаче Дилан О’Брајен и Елајза Сканлен.

## Радња
Нестанак осмогодишње девојчице покреће низ догађаја који воде у срце деценијама старе мистерије у малој сеоској заједници.

## Улоге
| Глумац         | Улога   |
| -------------- | ------- |
| Дилан О’Брајен | Парис   |
| Елајза Сканлен | Ели     |
| Керолајн Фолк  | Ана     |
| Лорен Амброз   | Селест  |
| Ерик Ланг      | Данијел |
| Сем Хенингс    | Бен     |
| Дајана Хопер   | Си      |